# Университет имени Бен-Гуриона
Университет имени Давида Бен-Гуриона в Негеве (ивр. אוניברסיטת בן-גוריון בנגב; англ. Ben-Gurion University of the Negev, сокр. BGU) расположен в городе Беэр-Шева в Израиле, имеет пять кампусов: имени семьи Маркус, кампус имени Давида Бергманна и кампус имени Давида Тувияу в Беэр-Шеве, а также кампусы в Сде-Бокере и Эйлате.
БГУ — научно-исследовательский и образовательный центр, в котором обучаются около 20 000 студентов. Куратор нескольких академических колледжей, в том числе Национальный институт биотехнологии в Негеве, Национальный институт биотехнологий имени Ильзы Кац, Институт изучения пустыни имени Джейкоба Блауштейна с Международной школой изучения пустынь имени Альберта Каца, и Научно-исследовательский институт изучения Израиля и сионизма имени Бен-Гуриона.

## История

### Первые годы
Университет Бен-Гуриона в Негеве был основан в 1969 году с целью развития пустыни Негев, составляющей более 60 % территории Израиля; создание университета было инспирировано ви́дением первого израильского премьер-министра Давида Бен-Гуриона, который верил, что будущее страны лежит в этом регионе.
Ещё в 1962 году Давид Тувияу, первый мэр города, выдвинул предложение основать в Негеве университет. С 1963 года Технион, Еврейский университет и институт Вайцмана стали проводить лекции в Беэр-Шеве; в 1963 году была основана т. н. «Османская организация», целью которой было учреждение ВУЗа в городе. В 1964 году Министерство образования создало комиссию для рассмотрения этого вопроса, а на следующий год мэрия приобрела здание бывшей гостиницы (Бейт Хаис) для проведения занятий.
В 1965 году в университете, под названием «Негевский институт высшего образования», открылся первый учебный год. В 1969 году правительство официально распорядилось создать на основе института университет, который был открыт в 1970 году, и через год переименован в «Негевский университет». На тот момент существовали гуманитарный, естественнонаучный и инженерный факультеты. Первым ректором был назначен профессор Хаим Ханани.

### Семидесятые и восьмидесятые
После смерти Бен-Гуриона в 1974 году попечительский совет решил поменять его название на нынешнее. Вдобавок, в соответствии с принятым парламентом законом, в Сде-Бокер были основаны Центр исследования пустыни и Центр наследия Бен-Гуриона. В университете открылся медицинский факультет. Профессор Моше Привес был избран первым президентом университета. Началось строительство новых зданий на севере города, напротив больницы.
В семидесятые в университете был открыт компьютерный центр; совет высшего образования дал университету право присваивать степень доктора философии. На территории университета проводились израильско-египетские переговоры, а 27.5.1979 его посетили Менахем Бегин и Анвар Садат.
В восьмидесятые у университета появились финансовые трудности, с которыми он смог справиться благодаря зарубежной помощи; первая студентка-бедуинка в Израиле закончила первую степень.

### Девяностые и двухтысячные
В девяностые годы университет продолжал расти, и число студентов перевалило за 10 тысяч. Были подписаны договоры с ЮНЕСКО и многими исследовательскими учреждениями мира. Появилась Школа менеджмента и управления и открылась, совместно с Колумбийским университетом, международная программа медицины.
С появлением отделения университета в Эйлате его различные подразделения покрывают весь юг Израиля. В 2005 году рядом с университетом появилась железнодорожная станция, значительно упростившая доступ в университет.

### 2010-е
В 2016 году, давние друзья, покойный д-р Говард и Лотти Маркус, завещали БГУ сумму в размере 400 млн долл — самое крупное пожертвование из всех, сделанных израильским университетам и другим учреждениям в Израиле. Эти средства удвоили существующий капитал университета.

## Рейтинги университета
Согласно рейтингу университетов мира QS 2016 года, БГУ занимает 320 место в мире, 70 в Азии и четвёртое в Израиле. Согласно Академическому Рейтингу Университетов Мира, к 2015 году, четыре года подряд занимал 101—150 места в мире в области информатики.

## Состав университета

### Факультеты, школы, научно-исследовательские институты и центры
В настоящее время, БГУ является одним из крупнейших образовательных и исследовательских центров в Израиле. Университет имеет пять факультетов, включающих в себя 51 академических подразделений:
- Факультет инженерных наук
- Факультет медицинских наук
- Факультет естественных наук
- Факультет гуманитарных и общественных наук
- Факультет бизнеса и менеджмента имени Гилфорда Глейзера

Университет также включает семь учебных заведений:
- Школа высшего образования имени Крейтмана
- Медицинская школа имени Джойса и Ирвинга Голдмана
- Школа общественного здравоохранения имени Леона и Матильды Реканати
- Фармацевтическая школа
- Межфакультетская школа изучения мозга
- Школа лабораторных исследований
- Школа непрерывного медицинского образования

И восемь научно-исследовательских институтов:
- Институт исследования пустыни имени Якоба Блаустейна
- Институт наноразмерной науки и технологии имени Ильзы Кац
- Исследовательский институт изучения Израиля и сионизма имени Бен-Гуриона
- Хекшерим — Исследовательский институт еврейской и израильской литературы и культуры.

В 1978 году, проф. Альфред Инзельберг, в то время работавший на факультете математики, вместе с доктором Сэмом Бергманом и доктором Авраамом Мелкманом, создали программу по информатике, которая к 1982 году привлекла более 200 студентов. Программа являлось первой университетской программой в Израиле, в которой преподавался язык Паскаль, были использованы терминалы вместо перфокарт, и там же где была создана первая в Израиле лаборатория компьютерной графики. Это явилось основой преподаванию информатики в БГУ, и в конечном итоге привело к созданию отдельного факультета информатики.

#### Медицинский Университет Международного Здравоохранения (MSIH)
MSIH— совместная программа глобального здравоохранения и медицинской помощи, была создана в 1997 году. Выросла из сотрудничества между профессорско-преподавательским составом университета Бен-Гуриона и Колумбийским университетом. Четырёхлетний медицинский колледж в североамериканском стиле, включавший в себя глобальные курсы по здравоохранению, в течение всех четырёх годов обучения. Это англоязычное сотрудничество между факультетом наук о здоровье Негева и Медицинским центром Колумбийского университета имени Ирвинга; находится в Беэр-Шеве. Ежегодно принимает более 40 студентов. Большинство которых — из США, а также из Канады и других стран.
В октябре 2018 года MSIH отметил 20-летний юбилей и свои достижения двухдневным семинаром, собрав со всего мира своих многочисленных партнёров. Мероприятие завершилось церемонией присяги врачей классом 2022 года.

### Междисциплинарные исследовательские центры
В БГУ существует 61 междисциплинарный научно-исследовательский центр, в том числе: Международный центр здоровья и питания имени С. Даниэля Абрахама, Центр бедуинских исследований и развития имени Роберта Х. Арноу, Национальный центр солнечной энергии имени Бен-Гуриона, Международный центр еврейской мысли имени Гольдштейн-Горена, Центр исследований Холокоста и искупления имени Эстер и Сидни Раввин, Центр по проектированию функциональных биополимеров имени Эдмона Дж. Сафры, Минерва-центр имени Реймунда Штадлера мезомасштабной макромолекулярной инженерии и Центр неврологии имени Злотовского.

### Международные программы
В БГУ доступны десять международных программ, в том числе: Международная Школа Изучения Пустыни имени Альберта Каца, Медицинский Университет Международного Здравоохранения, BGU Интернешионал, Международная Программа Изучения Израиля, и программа МДА для выдающихся студентов.

## Университет и город
Университет Бен-Гуриона играет ключевую роль в развитии индустрии, сельского хозяйства и образования в Негеве. Спонсируемые университетом колледжи, а также академические программы и программы по продолжению образования делают обучение доступным для жителей Негева. Многочисленные общественные программы, в которых участвуют более половины всех студентов, помогают и приносят ощутимую пользу южному региону.
Одной из причин привлекательности Беэр-Шевы для студентов являются низкие цены на жильё и питание; кроме того, все университетские здания сосредоточены на небольшой площади, а не разбросаны по городу.